# Krefftichthys anderssoni
Genre
Espèce
Synonymes
- Krefftichthys andersoni (Lönnberg, 1905)
- Myctophum anderssoni Lönnberg, 1905
- Protomyctophum anderssoni (Lönnberg, 1905)

Statut de conservation UICN

 LC  : Préoccupation mineure
Krefftichthys anderssoni est une espèce de poissons-lanternes. C'est actuellement la seule espèce du genre Krefftichthys.